# Lovikka
Lovikka ([ˈlɔviːˌka]) är en småort vid Torne älv i Junosuando distrikt (Junosuando socken) i Pajala kommun, Norrbotten. Länsväg 395 passerar orten.
Byn är mest känd för tillverkningen av Lovikkavanten.

## Historia
Byn grundades 1638 eller 1639 av Nils Ludvigsson Lodvijk från Kainuunkylä, vars far Ludvig Joensson (Olkkuri) var husbonde på Lovikka gård i Kainuunkylä; byn fick sitt namn efter grundarens hemgård. I Finland vid 1500-talets slut skrevs Ludvig bland annat Louika och Lodvika.

### Befolkningsutveckling
| Befolkningsutvecklingen i Lovikka 1990–2015 | Befolkningsutvecklingen i Lovikka 1990–2015 | Befolkningsutvecklingen i Lovikka 1990–2015 | Befolkningsutvecklingen i Lovikka 1990–2015 | Befolkningsutvecklingen i Lovikka 1990–2015 |
| ------------------------------------------- | ------------------------------------------- | ------------------------------------------- | ------------------------------------------- | ------------------------------------------- |
|                                             |                                             |                                             |                                             |                                             |
| År                                          |                                             |                                             | Folkmängd                                   | Areal (ha)                                  |
| 1990                                        | 1990                                        |                                             | 90                                          | 65#                                         |
| 1995                                        | 1995                                        |                                             | 75                                          | 70#                                         |
| 2000                                        | 2000                                        |                                             | 80                                          | 71#                                         |
| 2005                                        | 2005                                        |                                             | 74                                          | 73#                                         |
| 2010                                        | 2010                                        |                                             | 61                                          | 73#                                         |
| 2015                                        | 2015                                        |                                             | 54                                          | 80#                                         |
| Anm.: # Som småort.                         |                                             |                                             |                                             |                                             |

## Näringsliv
Förr arbetade många i skogen, men numera arbetspendlar de flesta till andra orter eller arbetar i något av byns industriföretag som tillverkar Lovikkavantar, stugor eller möbler. Det finns verksamhet inom fisketurism under uppbyggnad.

## Personer från orten
Maria Erika Olofsdotter Kruukka (postumt kallad Aittamaa) var en svensk hemslöjdare, som bodde i Lovikka och var den som 1892 utvecklade den så kallade Lovikkavanten.
Från Lovikka kom en av Korpelarörelsens ledare, Arthur Niemi.
Anders Vanhainen, svensk kärlkirurg och professor i kärlkirurgi vid Uppsala Universitet.